# Liste der Kulturdenkmäler in Reinhardshagen (Vaake)
Die Liste der Kulturdenkmäler in Reinhardshagen (Vaake) enthält alle Kulturdenkmäler in Vaake, dem südöstlichen Gemeindeteil von Reinhardshagen im nordhessischen Landkreis Kassel, die in der vom Landesamt für Denkmalpflege Hessen 1988 herausgegebenen Denkmaltopographie veröffentlicht wurden.

## Legende
- Bezeichnung: Nennt den Namen, die Bezeichnung oder die Art des Kulturdenkmals.
- Lage: Nennt den Straßennamen und wenn vorhanden die Hausnummer des Kulturdenkmals. Die Grundsortierung der Liste erfolgt nach dieser Adresse. Der Link „Karte“ führt zu verschiedenen Kartendarstellungen und nennt die Koordinaten des Kulturdenkmals.
- Datierung: Gibt die Datierung an; das Jahr der Fertigstellung bzw. den Zeitraum der Errichtung. Eine Sortierung nach Jahr ist möglich.
- Beschreibung: Nennt bauliche und geschichtliche Einzelheiten des Kulturdenkmals, vorzugsweise die Denkmaleigenschaften.

## Denkmalliste

### Gesamtanlage
| Bild                             | Bezeichnung                             | Lage                                                           | Beschreibung | Bauzeit                                                         | Daten |
| -------------------------------- | --------------------------------------- | -------------------------------------------------------------- | --- | --------------------------------------------------------------- | ----- |
| Gesamtanlage                     | Gesamtanlage                            | Lage                                                           | Ehemalige Fischersiedlung, hieran angepasste diemelsächsische Fachwerkhäuser, Vorderdorf entlang der Weser, jüngeres Hinterdorf an der heutigen Hauptstraße | Kirche um 1200 erbaut, Fachwerkhäuser ab Mitte 18. Jahrhundert  |       |
| Traufständige Gebäudegruppe      | Traufständige Gebäudegruppe             | Am Weserufer 3 und 4 LageFlur: 5, Flurstück: 182/25 und 23/1   | Ständerbau, Nummer 3 Ende des 18. Jahrhunderts in konstruktiven Rähmfachwerk erneuert | frühes 18. Jahrhundert, zugehöriger kleiner Fachwerkbau um 1800 |       |
| Diemelsächsisches Ständerbauwerk | Diemelsächsisches Ständerbauwerk        | Am Weserufer 6 LageFlur: 5, Flurstück: 32                      | Für Vaake typische Sonderform des diemelsächsischen Haustyps ohne Tor, drei Längszonen, die mittlere ehemals zweigeschossige Halle, ursprünglich Stallungen im hinteren Teil | 1757                                                            |       |
| Ständerbau                       | Ständerbau                              | Am Weserufer 7 LageFlur: 5, Flurstück: 45/1                    | Für Vaake typische Sonderform des diemelsächsischen Bauernhauses mit Haustür statt Tor an der Giebelseite. Speicher und Ställe ehemals im hinteren Bereich | 1. Hälfte 18. Jahrhundert                                       |       |
| Ständerbau                       | Ständerbau                              | Am Weserufer 8 LageFlur: 5, Flurstück: 46/3                    | barockes Fachwerk auf einem Steinsockel, rundbogiger Türrahmen, Inschrift auf dem Türbalken | 1702                                                            |       |
| Weserufer 10 Vaake.jpg           | Kleinbäuerliches Wohnwirtschaftsgebäude | Am Weserufer 10 und 11 LageFlur: 5, Flurstück: 53/1 und 187/55 | Fachwerkrähmbau, leichter Geschossüberstand am Giebel, Inschrift am Türbalken erhalten. Im hinteren Gebäudeteil ehemals Ställe und Speicher | 1756                                                            |       |
| Evangelische Pfarrkirche         | Evangelische Pfarrkirche                | Am Weserufer 13 LageFlur: 5, Flurstück: 95 und 96              | Frühgotische Saalkirche, gut erhaltene Malereien um 1400, unverputztes Bruchsteinmauerwerk mit Eckquaderung, Dach aus Wesersandsteinplatten, Anbau von 1969 | 13. Jahrhundert                                                 |       |
| Ehemalige Schule                 | Ehemalige Schule                        | Am Weserufer 14 und 15 LageFlur: 5, Flurstück: 94/7 und 94/4   | Fachwerkrähmbau, Steinsockel, Walmdach. An den Gebäudeecken einfache Geschossstreben. Oberes Geschoss höher als das Erdgeschoss. Seitlicher Anbau. | Mitte 19. Jahrhundert                                           |       |
| Ständerbau                       | Ständerbau                              | Am Weserufer 16 und 17 LageFlur: 6, Flurstück: 37/1 und 40/2   | Giebel vorkragend mit profiliertem Rähmbereich und Inschrift. Ebenso Inschrift am ursprünglichen Türbalken auf der Giebelseite. Auf der Rückseite ehemals Toreinfahrt. Markante Ecklage. | 1735                                                            |       |
| Wohnwirtschaftsgebäude           | Wohnwirtschaftsgebäude                  | Am Weserufer 18 LageFlur: 6, Flurstück: 218/42, 220/42, 222/44 | Ständerbauweise, diemelsächsisches Bauernhaus ohne Tor, Giebeldreieck vorkragend, Balkenköpfe und Füllhölzer profiliert. Der Anbau aus dem frühen 19. Jahrhundert. | 1. Hälfte 18. Jahrhundert                                       |       |
| Wohnwirtschaftsgebäude           | Wohnwirtschaftsgebäude                  | Am Weserufer 19 und 20 LageFlur: 6, Flurstück: 47/3 und 147/48 | Ständerbau, diemelsächsisches Bauernhaus ohne Tor, Inschrift auf dem Balken über der ursprünglichen Haustür erhalten. | 1755                                                            |       |
| Wohnhaus                         | Wohnhaus                                | Am Weserufer 21 LageFlur: 6, Flurstück: 49/1                   | Ständerbau, Vaaker Haustyp, heute verputzt | 1. Hälfte 18. Jahrhundert                                       |       |
| Wohnwirtschaftsgebäude           | Wohnwirtschaftsgebäude                  | Am Weserufer 23 Lage                                           | Diemelsächsisches Bauernhaus ohne Tor, Ständerbau, Inschrift auf dem ursprünglichen Türbalken erhalten | 1736                                                            |       |
| Doppelhaus                       | Doppelhaus                              | Am Weserufer 25 und 26 LageFlur: 6, Flurstück: 55              | Fachwerkrähmbau, schlichtes Gefüge, einfache Streben an den Bund- und Eckständern, datierter Bruchsteinsockel, Haustür mittig | 1799                                                            |       |
| Fachwerkrähmbau                  | Fachwerkrähmbau                         | Am Weserufer 27 und 28 LageFlur: 6, Flurstück: 191/66, 176/68  | Traufständiger zweigeschossiger Fachwerkrähmbau. Grundriss dreizonig. Mittige hochliegende Haustür, regelmäßige fünfachsige Fenstergruppierung. Bedeutsame insbesondere wegen des lebhaften und klaren Fachwerks.                                                                                | um 1800                                                         |       |
| Pfarrhaus                        | Pfarrhaus                               | Am Weserufer 31 LageFlur: 6, Flurstück: 77/6                   | Traufständiger verputzter spätklassizistischer Fachwerkrähmbau. Fassade fünfachsig mit mittiger, originaler repräsentativer Haustür. Sandstein-Freitreppe. | Mitte 19. Jahrhundert                                           |       |
| Ständerbau                       | Ständerbau                              | Am Weserufer 35 LageFlur: 6, Flurstück: 95/7                   | Für Vaake typisches barockes Wohnwirtschaftsgebäude in giebelständiger, zweistöckiger Ständerbauweise. Giebelseite zur Weser ausgerichtet. Beim vorderen Erdgeschoss und dem rückseitigen Giebel wurde das Fachwerk verändert. Seitlicher Anbau Ende des 19. Jahrhunderts                        | um 1750                                                         |       |
| Rähmbau                          | Rähmbau                                 | Am Weserufer 36 LageFlur: 6, Flurstück: 96/4                   | Zweigeschossiger, traufständiger Fachwerkrähmbau auf Sockelgeschoss mit ebenerdiger, zweiflügliger Haustür. Über der Haustür im zweiten Stock ein um 1900 angebauter Zwerchhausaufbau mit Ladeluke.                                                                                              | um 1800                                                         |       |
| Fachwerkrähmbau                  | Fachwerkrähmbau                         | Am Weserufer 37 LageFlur: 6, Flurstück: 97/3                   | Giebelständiges, zweigeschossiger Fachwerkrähmbau mit lebhaftem barocken Fachwerkgefüge mit geschnitzten Ornamenten. Krüppelwalmdach. | 1. Hälfte 18. Jahrhundert                                       |       |
| Fachwerkrähmbau                  | Fachwerkrähmbau                         | Am Weserufer 41 LageFlur: 6, Flurstück: 110/1                  | Ältester erhaltener Fachwerkrähmbau in Vaake, zweigeschossig mit kräftigem Geschossüberstand. Inschfriftbalken der inzwischen verlegten Haustür erhalten. | 1678                                                            |       |
|                                  |                                         | Mündener Straße 30 Lage                                        | |                                                                 |       |
|                                  |                                         | Mündener Straße 32 Lage                                        | |                                                                 |       |
|                                  |                                         | Mündener Straße 34 Lage                                        | |                                                                 |       |
| Kapelle                          | Kapelle                                 | Mündener Straße 35 LageFlur: 6, Flurstück: 39/7                | Ehemalige Baptistenkapelle, danach von der Neuapostolischen Gemeinde genutzt, inzwischen gewerblich genutzt. Verputzter Saalbau mit Treppchengiebel. Spitzbogiges Kirchenportal auf der Giebelseite.                                                                                             | 1929                                                            |       |
|                                  |                                         | Mündener Straße 50 Lage                                        | |                                                                 |       |
|                                  |                                         | Mündener Straße 62 und 64 Lage                                 | |                                                                 |       |
|                                  |                                         | Mündener Straße 66 und 68 Lage                                 | |                                                                 |       |
|                                  |                                         | Mündener Straße 72 Lage                                        | |                                                                 |       |
|                                  |                                         | Mündener Straße 74 und 76 Lage                                 | |                                                                 |       |
|                                  |                                         | Mündener Straße 78 Lage                                        | |                                                                 |       |
|                                  |                                         | Mündener Straße 80 Lage                                        | |                                                                 |       |
|                                  |                                         | Mündener Straße 84 Lage                                        | |                                                                 |       |
|                                  |                                         | Mündener Straße 83 und 85 Lage                                 | |                                                                 |       |
| Bild gesucht BW                  | Alte Mühle (abgerissen)                 | Mündener Straße 112 Lage                                       | |                                                                 |       |
| Kleinbäuerliche Hofanlage        | Kleinbäuerliche Hofanlage               | Schulstraße 8 LageFlur: 5, Flurstück:                          | Gleichzeitig mit der Schulstraße 10 entstandene Hofanlage. An der Straße gelegenes Wohnhaus in konstruktivem, heute verputztem Rähmfachwerk. Hinter den Wohnhäusern kleine Scheunen mit Ställen, um 1910. Erdgeschoss aus Backsteinen, oberes Geschoss als Speicher, aus konstruktivem Fachwerk. | um 1900                                                         |       |
| Kleinbäuerliche Hofanlage        | Kleinbäuerliche Hofanlage               | Schulstraße 10 LageFlur: 5, Flurstück:                         | Siehe Schulstraße 8 | um 1900                                                         |       |
| Wohnwirtschaftsgebäude           | Wohnwirtschaftsgebäude                  | Schulstraße 14 und 16 LageFlur: 5, Flurstück: 80, 79/4         | Zweigeschossiger Ständerbau mit weiter Ständerstellung der giebelseitigen Ständer. Mittiger ebenerdiger Hauseingang auf der Giebelseite. Jüngerer, in Fachwerk ausgeführter Anbau auf der Rückseite. Dachgauben nach 1990.                                                                       | um 1700                                                         |       |